# Osen'
Osen' (Осень) è un film del 1974 diretto da Andrej Sergeevič Smirnov.

## Trama
Il film racconta di un uomo e una donna che si sono innamorati l'uno dell'altra nella loro giovinezza, poi si sono lasciati e hanno creato nuove famiglie, ma non sono diventati felici. E all'improvviso si incontrano di nuovo.